# Heisler
Heisler es un pueblo canadiense situado en la provincia de Alberta.

## Superficie
Heisler tiene una superficie de 0,63 km².

## Demografía
En 2021, tenía 135 habitantes, una densidad poblacional de 214,4 hab./km², y 79 viviendas.